# Gpcode
GpCode ou PGPCoder é um cavalo de tróia que seqüestra arquivos do usuários criptografando-os com o algoritmo RSA. Todos os diretórios onde o cavalo de tróia ataca recebem um arquivo texto onde é pedida uma quantia em dinheiro para o fornecimento da chave necessária para a recuperação dos arquivos. Algumas variantes possuem problemas de implementação o que permite que a chave seja obtida e os arquivos seqüestrados sejam recuperados.